# 希恩丁
希恩丁是德国巴伐利亚州的一个市镇。总面积16.51平方公里，总人口1274人，其中男性639人，女性635人（2011年12月31日），人口密度77人/平方公里。